# Langenmantel

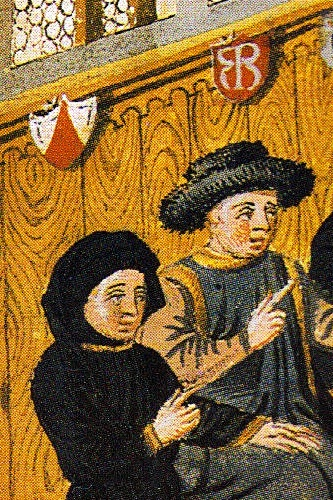
Zwei Augsburger Ratsherren: Langenmantel vom Sparren links (Hartmann IV., † 1466), Langenmantel vom doppelten R rechts (1457)

Langenmantel ist der Familienname einer alten Augsburger Patrizierfamilie mit zwei Hauptzweigen: „Langenmantel vom Sparren“ (auch „Langenmantel von Radau“) und „Langenmantel vom RR“ (auch „Langenmantel vom doppelten R“,„Langenmantel von Westheim“ und  „Langenmantel von und zu Langenthal“); jeweils benannt nach einem Charakteristikum im Familienwappen.

## Ursprung und Teilung in zwei Linien
Die Langenmantel erscheinen ab 1009 mit Adam Langenmantel urkundlich in Augsburg und zählten zu den sogenannten „Alten Geschlechtern“ der Reichsstadt. 1256 wird Rudgerus Longupallium/Rüdiger Langenmantel als Testis von Bürgern und Adel anerkannt. Hartmann Langenmantel († 1301 oder 1306) war 1288 einer der beiden ersten Stadtpfleger (Bürgermeister) und bekleidete auch das Amt des Judenpflegers. Neben ihm werden ab 1280 seine Brüder Konrad I. († 1302 od. 1304) und Heinrich I. († 1300 od. 1306) genannt, letzterer amtierte 1292 ebenfalls als Stadtpfleger. Sie bilden den Ursprung der Langenmantel und hießen Langenmantel vom Sparren, nach ihrem Familienwappen, einer roten Spitze (fälschlich Sparren genannt) auf weißem Grund.
Bereits 1291, nochmals 1294, erscheint auch Rüdiger II. († 1342) und wird als Schwestersohn des Hartmann Langenmantel sowie seiner Brüder bezeichnet. Ab 1299 amtierte Rüdiger II. sechsmal als Stadtpfleger, fast 40 Jahre war er eine dominierende Figur der Augsburger Politik. Er zählte zu den bedeutendsten Augsburger Kaufleuten. Wenngleich nur seine Mutter eine Langenmantel vom Sparren war, führte auch er den Namen Langenmantel, wählte jedoch ein unterschiedliches Wappen, allerdings in gleicher Farbgebung, nämlich ein gespiegeltes, weißes R (doppeltes R) auf rotem Grund. Danach nannten sich seine Nachkommen Langenmantel vom RR oder Langenmantel vom doppelten R, später auch Langenmantel von Westheim. Die Familie ist eine sogenannte „Weiberlinie“ der Langenmantel vom Sparren und zählte in der Folge als eigenständiges Geschlecht.
Die Langenmantel vom Sparren und die Langenmantel vom doppelten R lebten als verwandte, aber eigenständige Familien zeitgleich in Augsburg und gehörten beide zu den bedeutendsten Augsburger Patriziergeschlechtern. Nach ihnen ist dort die „Langenmantelstraße“ benannt.

## Die Langenmantel vom Sparren

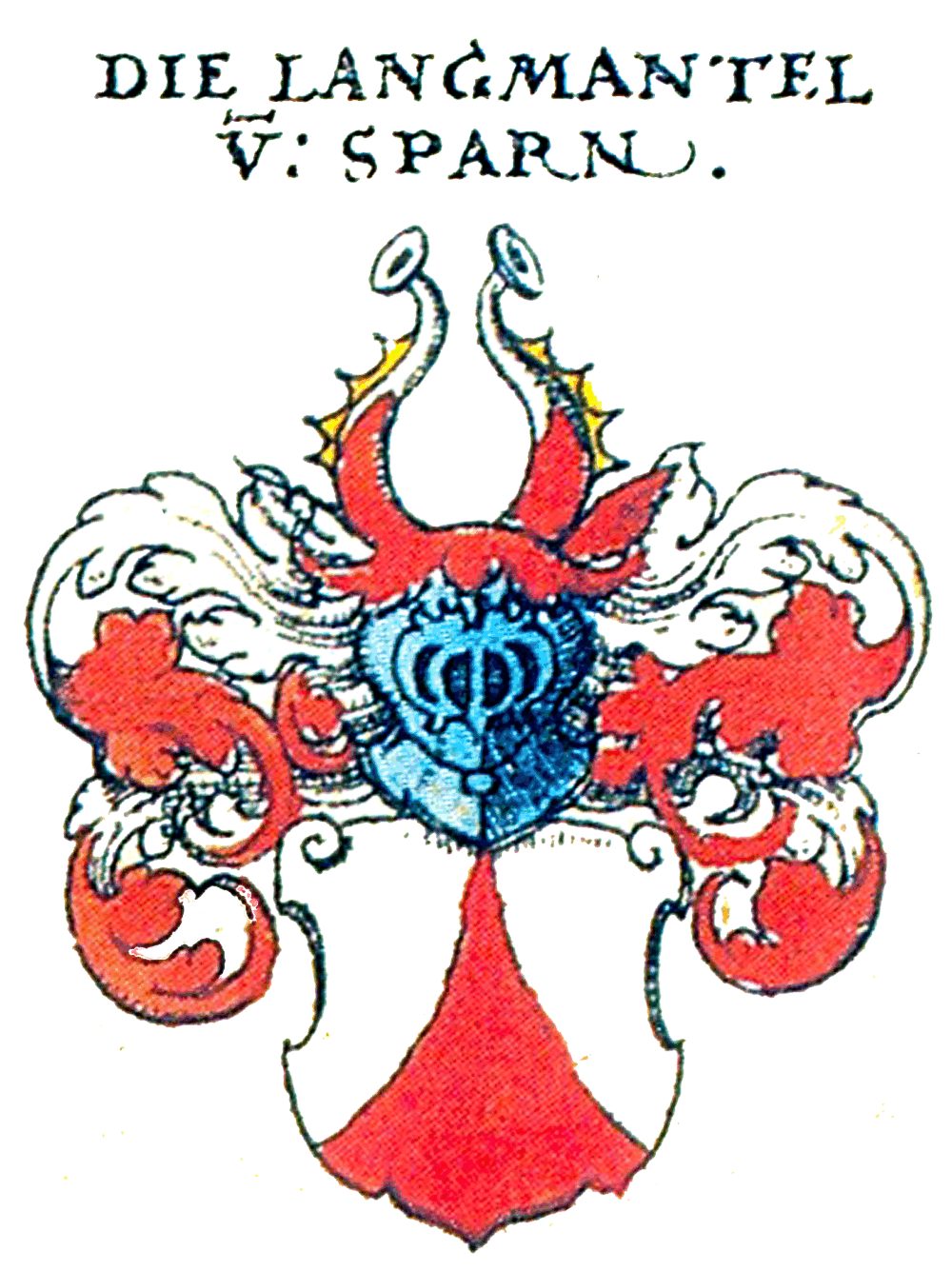
Wappen der Langenmantel vom Sparren

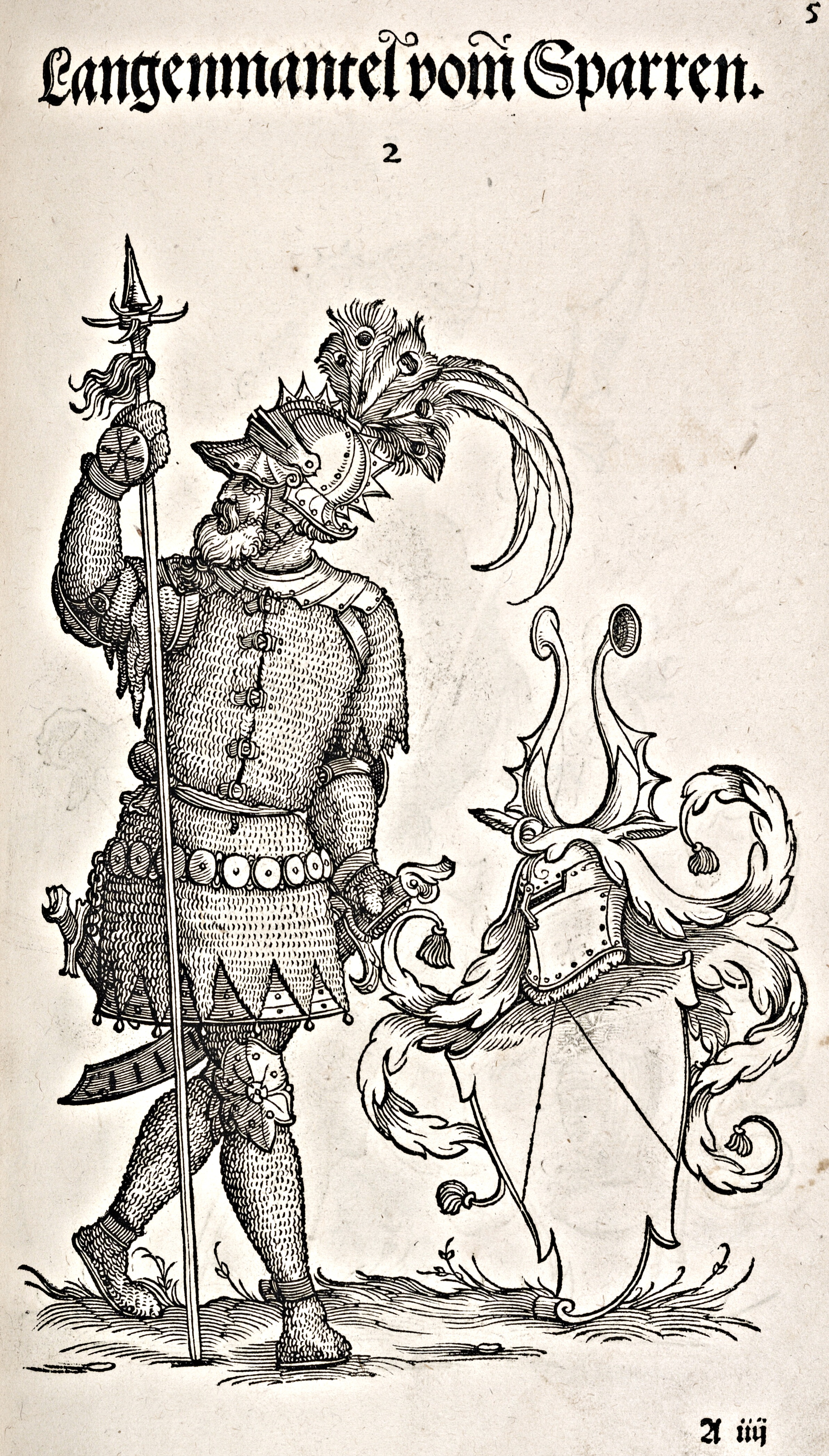
Die Langenmantel vom Sparren, 1550

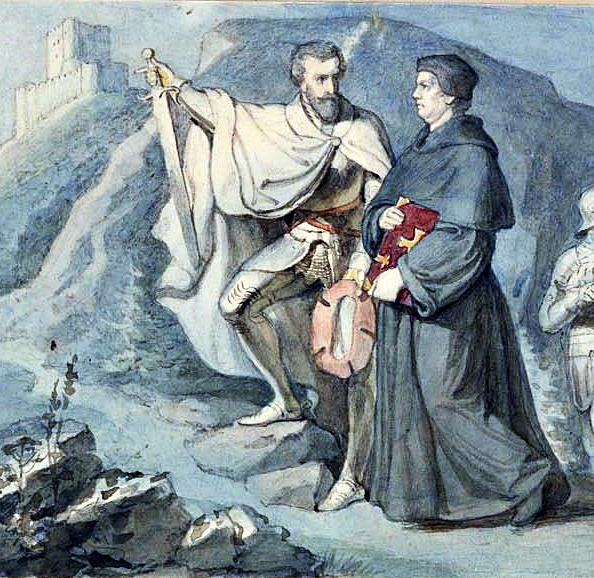
Christoph Langenmantel vom Sparren bringt Luther nach Hohenschwangau. Entwurf von Wilhelm Lindenschmit dem Älteren, zu seinem Großfresko auf Schloss Hohenschwangau, 1835.

In der ersten Generation der Augsburger Langenmantel vom Sparren erscheinen Ende des 13. Jahrhunderts die Brüder Hartmann I., Heinrich I. und Konrad I.
Hartmann I. Langenmantel vom Sparren, reicher Kaufmann und Finanzier, stiftete 1288 ein Haus für acht Kranke beim schon bestehenden Leprosenspital St. Servatius. 1301 gewährten er, sein Schwiegersohn und sein Neffe Rüdiger I. Langenmantel vom RR, ein großes Darlehen an König Albrecht I. Er scheint keine überlebenden Söhne gehabt zu haben, denn sein beträchtlicher Besitz, darunter Oberottmarshausen und Bliensbach, kam über die Erbtochter Mechthild an die Familie Schongauer.
Der Bruder Heinrich I. amtierte 1292 als Augsburger Stadtpfleger. Ihm gehörte Zusmarshausen und ein großer Teil von Agawang. Sein als Weinhändler erscheinender Sohn Heinrich III. († 1326 od. 1327) erwarb 1325 zudem Langerringen. Seit 1320 im Rat nachweisbar, wurde er 1323 zum Stadtpfleger gewählt. Bei der Teilung seines Erbes ging Zusmarshausen an die Bach verloren, der Sohn Johann III. († 1380 oder 1382) musste 1376 das ihm zugefallene Langerringen verkaufen, sein Besitz in Agawang gelangte an den Schwiegersohn. 1409 war die Witwe gezwungen ihr Haus am Weinmarkt zu veräußern. Mit den Geistlichen Nikolaus und Magister Ulrich, Propst zu Völkermarkt und Kanoniker an St. Moritz in Augsburg, der 1464 die erste Augsburger Studienstiftung errichtete, erlosch die auf Heinrich I. zurückgehende Linie.
Konrad I., der dritte der ursprünglichen Brüder, begründete den Hauptstamm der Langenmantel vom Sparren. Er wurde von seinem Sohn, Ritter Johann I. Langenmantel vom Sparren († 1337), fortgesetzt, den man 1304 zum Stadtpfleger wählte.
Dessen, aus dritter Ehe mit Margaretha von Rohrbach stammender Sohn Johann II. begründete die Rohrbacher bzw. Radauer Seitenlinie. Johann II. trat in Augsburg kaum hervor. Große Bedeutung erlangte hingegen sein ältester Sohn Johann Langenmantel von Radau († 1426 oder 1428), der zehnmal als Stadtpfleger amtierte. Dessen politischer Nachfolger wurde sein spätgeborener Sohn Leonhard († 1470), der letzte dieses Radauer Familienzweigs. Zwischen 1452 und 1469 bekleidete er achtmal das Amt des Augsburger Stadtpflegers. Sein Erbe (u. a. Aystetten, Hainhofen und Ottmarshausen) fiel an die Schwiegersöhne.
Der älteste Sohn von Johann I., genannt Konrad III. „beim Salzstadel“ († 1363 oder 1364), amtierte ab 1353 dreimal als Stadtpfleger. Sein ältester Sohn Peter „beim Salzstadel“ († 1419 oder 1420) wurde 1399 Stadtpfleger. Konrads früh verstorbener mittlerer Sohn Johann IV. († 1401 oder 1402) blieb unbedeutend. Einer seiner Nachkommen war jedoch der bekannte Eitelhans Langenmantel, den man 1528 als Täufer hinrichtete und der ein mütterlicher Ahne des dritten US-amerikanischen Präsidenten Thomas Jefferson ist.
Anna Langenmantels (circa 1370 bis 1430) Nachkommen heirateten in verschiedene hochadelige europäische Häuser ein und sie ist somit Ahnin unter anderem von König Philipp von Belgien, König Manuel II von Portugal, Großherzog Jean von Luxemburg, Zar Simeon II von Bulgarien und König Carol II von Rumänien.
Schon Ende des 14. Jahrhunderts war Konrads jüngster Sohn Hartmann II. († um 1430) in den Vordergrund getreten, der mit dem Erbe seiner Ehefrauen eine gezielte Erwerbspolitik betrieb. Am wichtigsten war dabei der Kauf von Binswangen (1412), das in den folgenden 150 Jahren Kern des Grundbesitzes der Langenmantel vom Sparren bleiben sollte. Ab 1403 ist er im Rat belegt, nachdem sich der kinderlose Bruder Peter aus der Politik zurückgezogen hatte. Hartmann II. Sohn, Hartmann IV. († 1466) gelang es, durch günstige Heiraten, seine wirtschaftliche Position zu sichern. Seit 1454 im Rat vertreten, erscheint er vorübergehend als Pfandbesitzer der Herrschaft Kühlenthal.
Hartmann IV. Sohn Johann IX. Langenmantel vom Sparren († 1505) wurde 1478 an Stelle des ermordeten Jos Onsorg zum Bürgermeister (Stadtpfleger) gewählt und zählte in den folgenden drei Jahrzehnten zu den wichtigsten politischen Köpfen. 13-mal war er Bürgermeister, bekleidete zudem das Amt des Bundeshauptmannes im Schwäbischen Bund und erhielt 1495, auf dem Wormser Reichstag, durch König Maximilian I., den Ritterschlag, als Ritter vom Goldenen Sporn.
Von seinen Söhnen amtierte Markus († 1540) seit 1505 als bayerischer Pfleger in Mering. Der bis 1547 im Augsburger Rat genannte Matthäus († 1551) hinterließ eine Stadtchronik und trat später in sächsische Dienste. Der Sohn Lukas ging zum Braunschweiger Militär, sein Bruder Georg (Jörg) diente als Offizier im Dienste König Franz I. von Frankreich und fiel als Brigadier der schwarzen Reiter, 1525, in der Schlacht bei Pavia.
Nach dem überraschenden Tod Johann IX. Langenmantel (1505) folgte ihm der Bruder Georg († 1521) im Amt des Bürgermeisters nach. Er war auch 1518 Bürgermeister von Augsburg, als sich Martin Luther hier aufhielt. Sein Sohn, der Domherr Christoph Langenmantel vom Sparren († 1538), brachte diesen in der Nacht vom 19. zum 20. Oktober heimlich aus der Stadt und verhalf ihm zur Flucht. Die Fluchthilfe ist historisch gesichert, eine ausschmückende und unbelegte Legende bleibt hingegen die Geschichte, dass er ihn auch von Augsburg nach Schloss Hohenschwangau geführt habe. Diese Legende ließ König Max II. dort im Schwangauer Zimmer, durch den Maler Wilhelm Lindenschmit, in Form eines romantisierenden Wandgemäldes darstellen. Christophs Bruder Sigmund Langenmantel († 1545) war Landrichter und herzoglicher Pfleger in Kelheim, wo sich sein Epitaph in der Pfarrkirche Mariä Himmelfahrt erhalten hat.
Als letzter Familiensproß wurde Joachim I. († 1559), ein Enkel von Johann IX. und Sohn des Marx Langenmantel, Landrichter und herzoglicher Pfleger in Mering, noch einmal Mitglied im Geheimen Rat und Bürgermeister. 1541 hatte er das Dorf Binswangen übernommen, mit dem man 1560 seine Söhne Joachim II. († 1596) und Lukas belehnte. Schon 1561, wohl in Zusammenhang mit dem Konkurs Joachim II., verkauften die Brüder den Ort für 11.000 Gulden an David Baumgartner, wegen dessen Zahlungsunfähigkeit es schließlich an die Langauer fiel. 1591 gab Joachim II. sein Augsburger Bürgerrecht auf. Seine Schwester Sibylla Langenmantel († 1592) hatte 1551 den natürlichen Wittelsbacher Georg von Hegnenberg-Dux (unehelicher Sohn des bayerischen Herzogs Wilhelm IV.) geheiratet und begründete mit ihm das gleichnamige Adelsgeschlecht.
Die heute noch vereinzelt in Bayern vorkommenden bürgerlichen Familien Langenmantel bzw. Langmantel dürften auf Nachkommen der Langenmantel vom Sparren zurückgehen, da die Langenmantel vom doppelten R bzw. von Westheim später das Freiherrenprädikat erhielten und bis in die Neuzeit stets mit Adelstitel erscheinen.

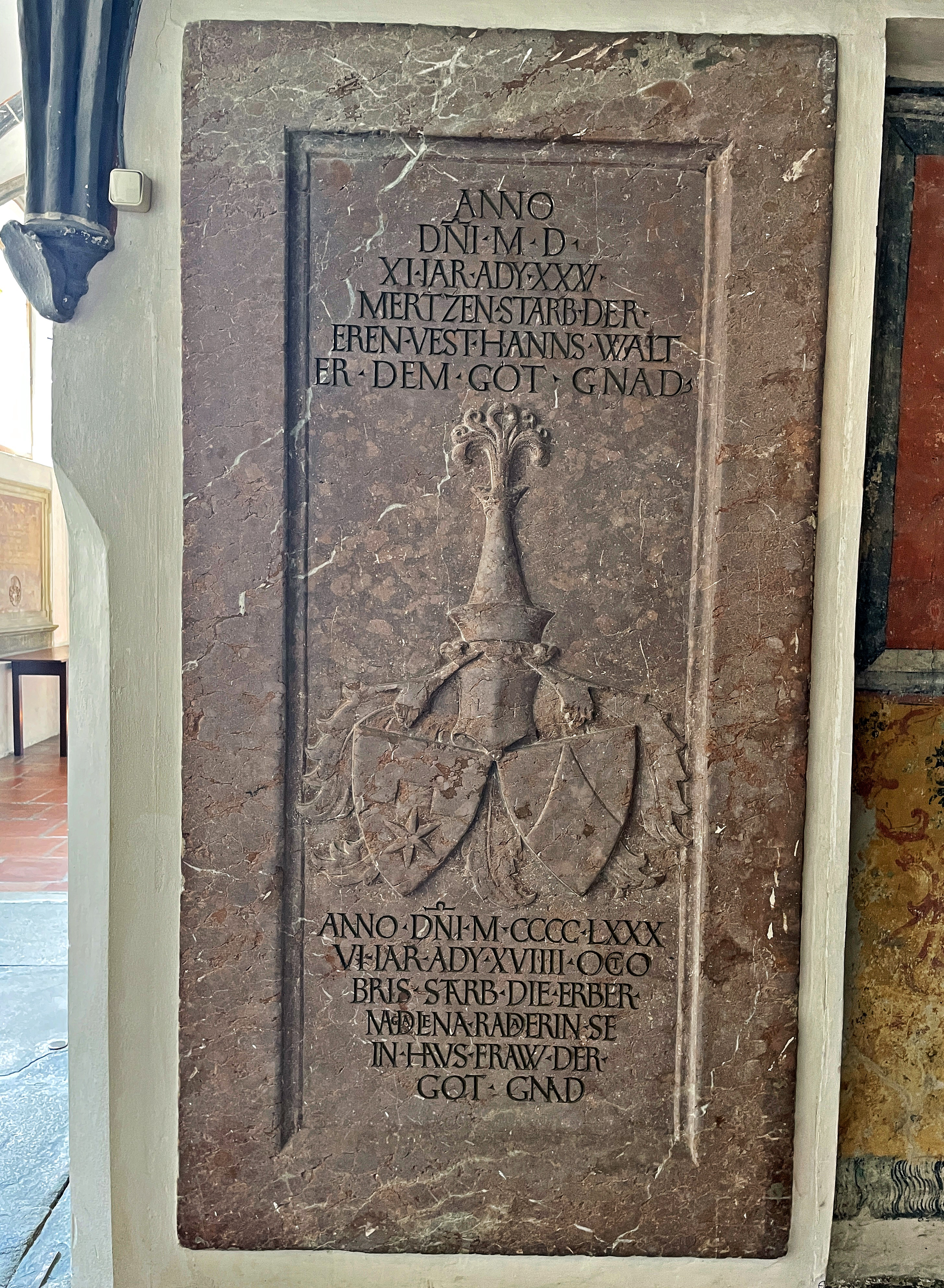
St. Anna, Augsburg, Epitaph der Hainhofener Ortsherren Hans Walter († 1511) und Magdalena Langenmantel von Radau († 1486)
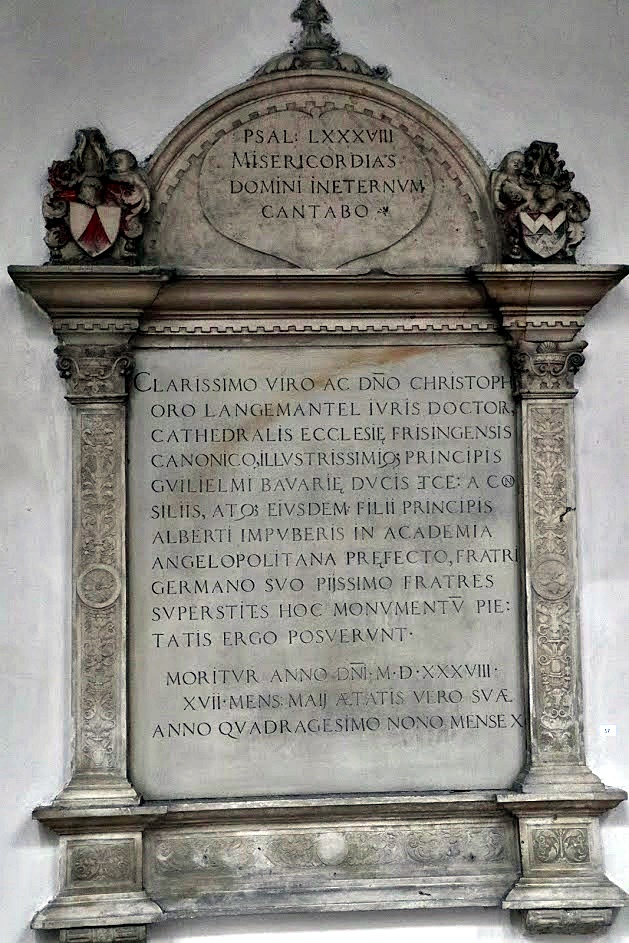
Franziskanerkirche Ingolstadt, Epitaph Christoph Langenmantel vom Sparren († 1538)
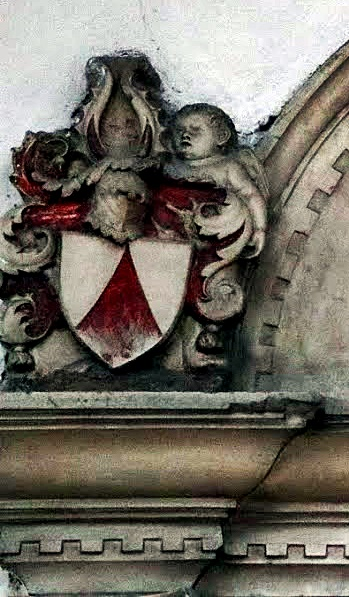
Epitaph Christoph Langenmantel vom Sparren, Familienwappen
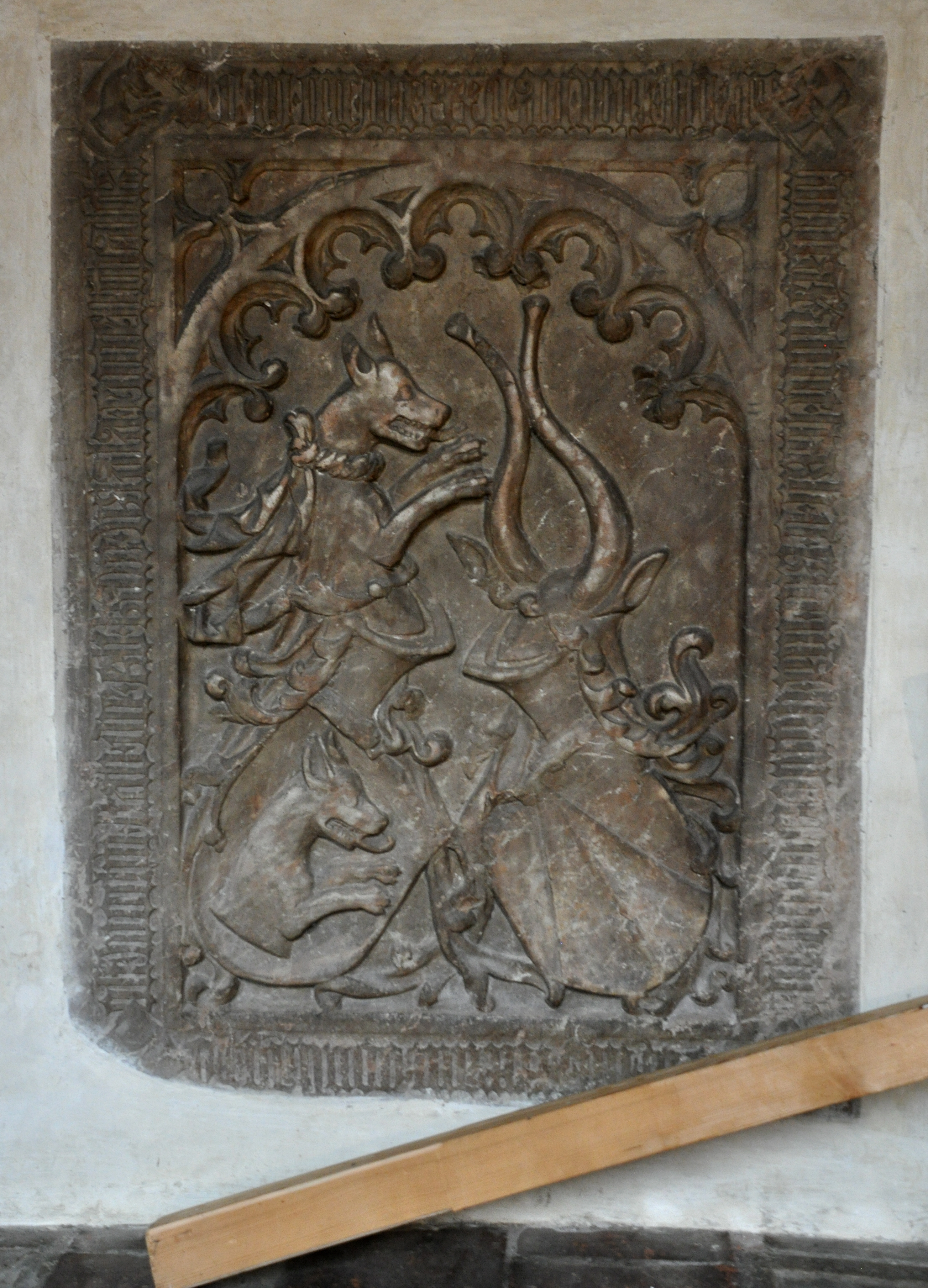
Epitaph Ursula Engelschalk, geb. Langenmantel vom Sparren († 1429) und Heinrich Engelschalk († 1432), Stadtpfleger von Augsburg.

## Die Langenmantel vom RR und von Westheim

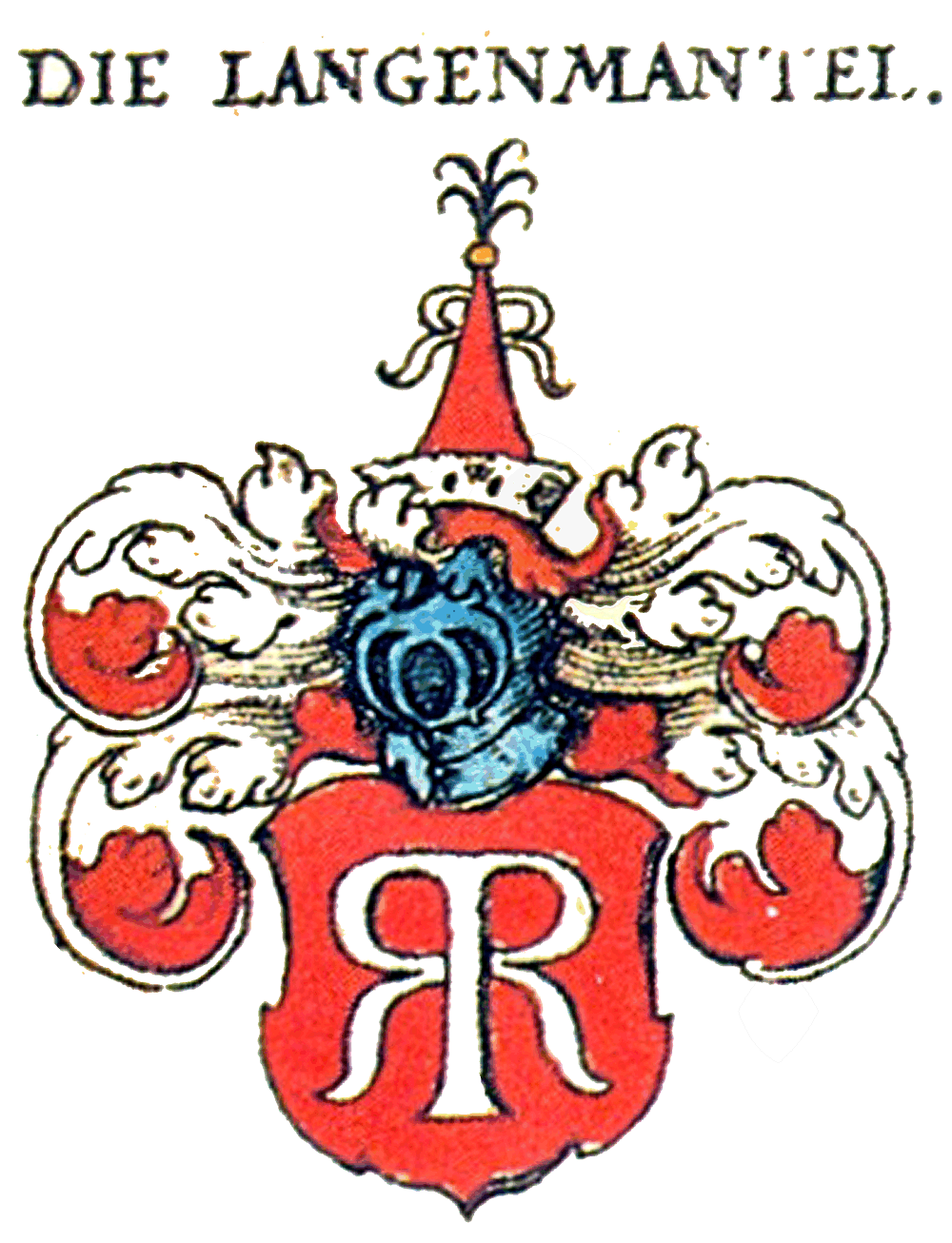
Stammwappen der Langenmantel vom RR

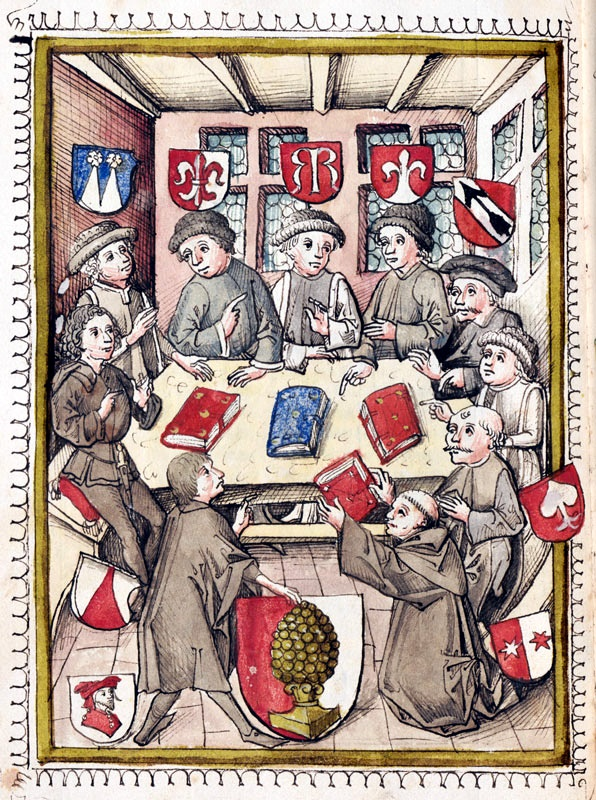
Widmungsbild aus Sigismund Meisterlins Augsburger Stadtchronik von 1457. Der Augsburger Rat; links sitzend ein Ratsherr der Langenmantel vom Sparren, hinten mittig einer der Langenmantel vom RR

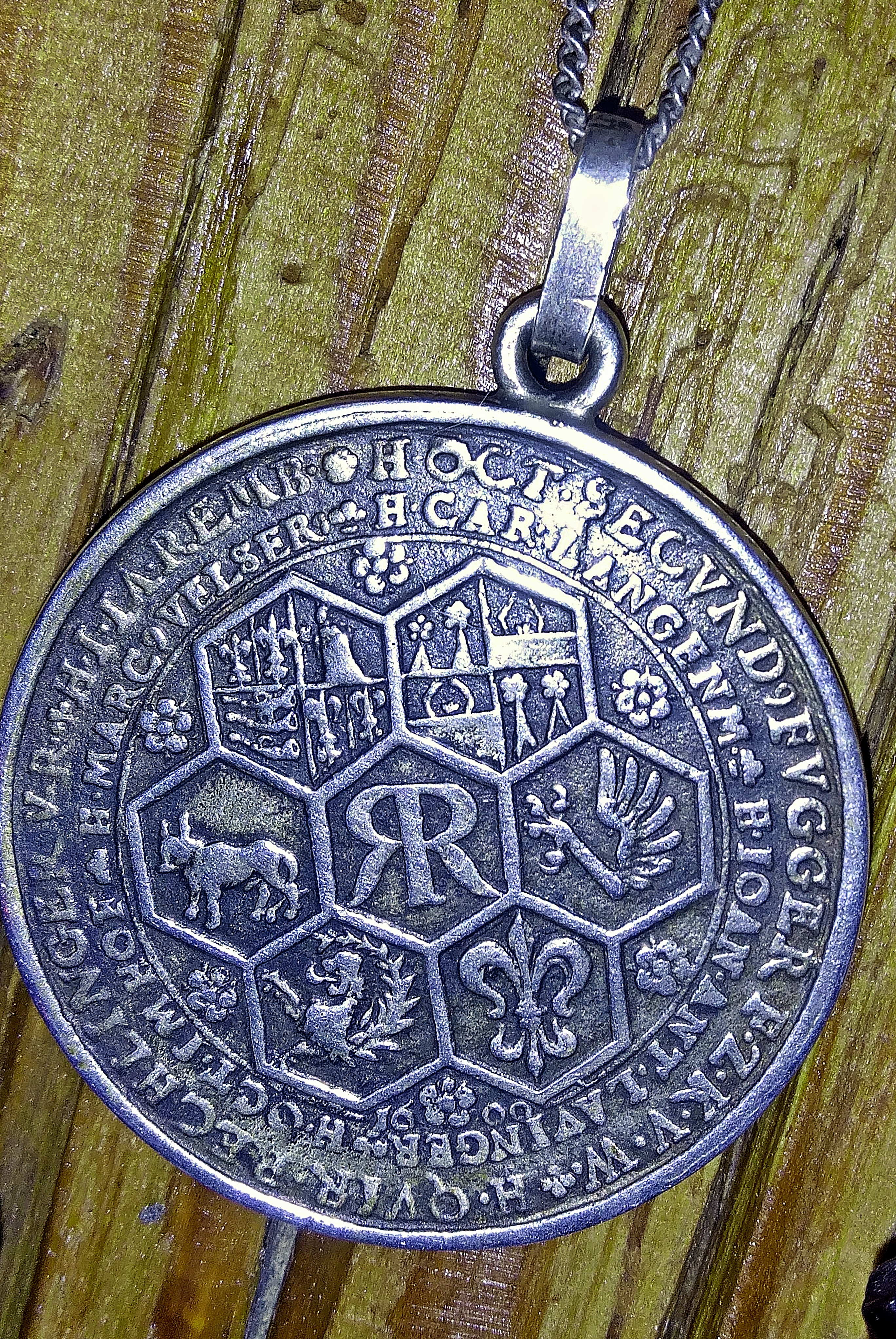
Augsburger Ratsmedaille von 1600, mittig das Wappen der Langenmantel vom RR

Die Langenmantel vom RR gehen auf Rüdiger II. († 1342), den Schwestersohn des Hartmann I. und seiner Brüder zurück. Ab 1299 amtierte Rüdiger II. sechsmal als Stadtpfleger, fast 40 Jahre war er eine dominierende Figur der Augsburger Politik. Er zählte zu den bedeutendsten Augsburger Kaufleuten. Wenngleich nur seine Mutter eine Langenmantel vom Sparren war, führte auch er den Namen Langenmantel, wählte jedoch ein unterschiedliches Wappen, allerdings in gleicher Farbgebung, nämlich ein gespiegeltes, weißes R auf rotem Grund. Danach nannten sich seine Nachkommen Langenmantel vom RR oder Langenmantel vom doppelten R, später auch Langenmantel von Westheim.
Rüdiger II. beteiligte sich 1301 mit seinem Onkel Hartmann I. Langenmantel vom Sparren an einem großen Darlehen für König Albrecht I. 1310 erscheint er als Gläubiger der bayerischen Herzöge, 1324 wird er als Pfandinhaber der herzoglichen Steuer zu Gundelfingen genannt. Mehrfach trat er als Gesandter der Stadt bei König Ludwig IV. auf. Das bis in die Neuzeit zum Familienbesitz gehörende Westheim hatte Rüdiger I. wohl schon ererbt, da es im Urbar seines Sohnes (um 1360) als Erbe von Vater und Großvater bezeichnet wird. Beim Stift St. Moritz gründete er eine Familienkapelle mit Vikarie.
Unter seinen Söhnen formierten sich drei Familienzweige. Rüdiger IV. († 1366 oder 1367) und seine Nachkommen bildeten die über die Krain nach Österreich gewanderte Traminer Linie (siehe unten). Der Anfang des 15. Jahrhunderts erloschene Zweig von Konrad I blieb eher bedeutungslos.
Die herausragende Gestalt unter Rüdigers Söhnen war Johann I. Langenmantel vom RR, auch genannt von Wertingen († 1367), der dreimal als Stadtpfleger amtierte, 1348 die namensgebende Herrschaft Wertingen und 1363 die Herrschaft Villenbach erwarb.
Von den fünf Söhnen des Johann I. traten Marquard († 1372 oder 1376), Rüdiger V. († 1391 oder 1393) und Hartmann I. († 1389 oder 1390) nur wenig hervor. Sein Nachfolger im Rat wurde der Sohn Ulrich I. († 1411), der 1368 seinen ersten Zunftbrief siegelte und ab 1380 dreimal als Stadtpfleger amtierte. Dessen Bruder Johann II. Langenmantel vom RR, auch genannt „Mülin von Wertingen“ († 1425 oder 1426) wurde ab 1393 viermal Stadtpfleger. Nach dem Konkurs von Rüdiger VI. († 1402 oder 1403), der Geschäftsverbindungen mit den Nürnberger Imhof unterhielt, ist ein größeres Engagement der Langenmantel im Handel nicht mehr belegt. Besonders ab den 1430er Jahren wird der Verlust der einstigen wirtschaftlichen Stellung immer deutlicher erkennbar. 1468 wurde Wertingen an die Pappenheimer verkauft. Die verarmten Nachkommen Johann II. verließen Augsburg in den 1450er Jahren. Die Linie Rüdiger V. war seit 1430 erloschen. Wilhelm († nach 1499), ein Enkel Hartmann I. wanderte 1467 nach Memmingen ab.
Zu jener Zeit wirtschaftlich am Bedeutendsten waren Johann IV. († 1420) und Heinrich II. († 1463), zwei Söhne Ulrich I. Dank des Erbes seiner Frau war Heinrich II. der einzige Langenmantel vom RR, der Mitte des 15. Jahrhunderts nicht mit wirtschaftlichen Problemen kämpfte und sogar Liegenschaften erwarb. 1455 versteuerte er ein Vermögen von 5760 Gulden.
Durch zahlreiche Nachkommenschaft wurde Heinrichs Vermögen zertrümmert, den fünf Söhnen blieb nur ein begrenztes Erbe. Andreas, der älteste († 1469) und Heinrich III., der jüngste († 1495), waren in Augsburg verheiratet. Andreas Sohn Mang wird 1501 noch einmal fassbar, als er sein Erbe versteuerte. Er begründete in Kärnten bzw. Krain eine eigene Linie, die sich teilweise als Langenmantel zu Rosenfeld bezeichnete, 1653 in den Freiherrenstand erhoben wurde und mit Franz Adam von Langenmantel, Herr auf Rothenturm (heute Slovenj Gradec) beinahe erlosch. Er adoptierte 1673, mangels Nachkommen, den Grafen Franz Joseph von Lamberg (1668–1746), welcher sich dann Franz Joseph Langenmantel, Graf von Lamberg nannte. Im Todesjahr des Franz Adam (1683) wurde Franz Anton (Posthumus) geboren, der wiederum Johann Baptist (9. Mai 1710 bis 7. März 1761) als Stammhalter hatte. Sein Sohn war Franz Germanikus (geboren am 17. Mai 1743). Seine Tochter, die Baronin Pittoni, geborene Freiin von Langenmantel übergab als letzte dieser Linie im Jahre 1833 das Freiherrendiplom (siehe #Österreichische Linien der Langenmantel vom RR).
Der vollständige Titel dieser Linie lautete „Herr vom doppelten R, Freiherr von Tramin, Gravenwerth, Kostel und Thurn unter Reichenburg“. Das Wappen war geviertelt, im oberen rechten und unteren linken Viertel ein gekrönter Vogel mit einem goldenen Ring im Schnabel, im oberen linken und unteren rechten Viertel eine Burg mit drei Türmen. Mittig das Familienwappen. Drei gekrönte Helme mit Decken, der Spitzhut mit den Pfauenfedern, rechts ein Mohr mit Dolch und Eichenlaub, rechts der schwarze gekrönte Vogel mit dem goldenen Ring im Schnabel.
Christoph Stürgkh auf Plankenwarth († 1594) hatte eine Gattin aus dem Zweig der Langenmantel zu Rosenfeld.
Anfang des 16. Jahrhunderts waren die Langenmantel vom RR in Augsburg nur noch durch Heinrichs Sohn Wolfgang I. vertreten, dessen wirtschaftliche Situation sich wieder stabilisiert hatte.
Wolfgang I. Sohn David († 1572) begründete die evangelische Familienlinie, die neben einer Anzahl Ratsherren mit Martin Hieronymus Langenmantel († 1739) einen Stadtpfleger (1735–1739) stellte.
Der andere Sohn Wolfgang II., auch Wolfgang der Jüngere genannt, (1522–1568) begründete die katholische Familienlinie der Langenmantel von Westheim, die mit Octavian († 1689), Ignatius († 1725), Franz Octavian († 1730) und Jakob Wilhelm Benedikt († 1790) vier Stadtpfleger hervorbrachte.
Wolfgang II., David und Heinrich wurde 1609 der alte Adel bestätigt.
Oktavians Sohn Hieronymus Ambrosius Langenmantel (1641–1718) war katholischer Priester und befreundet mit dem Universalgelehrten Pater Athanasius Kircher. Als Kanoniker am Kollegiatstift St. Peter am Perlach stiftete er dort im Jahre 1700 das Gnadenbild Maria Knotenlöserin, das heute von Papst Franziskus besonders verehrt wird und durch diesen auch in Südamerika Berühmtheit erlangte.
Er und seine Brüder Johann Wilhelm, Carl Sebastian, Johann Friedrich und Ignatz wurden 1702 in den erblichen Ritterstand erhoben.
Otto von Langenmantel (1816–1875), Bauingenieur und Baumeister der Befreiungshalle bei Kelheim, sowie sein Sohn, der Kunstmaler Ludwig von Langenmantel (1854–1922) gehören ebenfalls zu den Langenmantel vom RR.
Den Langenmantel vom RR und den Langenmantel von Westheim bestätigte Kaiserin Maria Theresia 1763 ihren althergebrachten Adel und verlieh ihnen den Ritterstand mit dem Prädikat Edle von, mit Datum vom 27. Dezember 1779 erhob sie die Familie in den erblichen Freiherrenstand.
1808, bei Anlegung der bayerischen Adelsmatrikel, ließen sich folgende Personen der Familie dort eintragen: Wolfgang Ignaz von Langenmantel, Augsburger Senator (Ratsherr) im Ruhestand (* 1765); Wolfgang Joseph Andreas von Langenmantel, kgl. bayerischer Stadtgerichtsprotokollist in Augsburg (* 1768); Wolfgang Xaver von Langenmantel, Hauptmann der Bayerischen Armee (* 1773), und Wolfgang Gebhard von Langenmantel, kath. Pfarrer zu Waal (1775–1847), alle vier Brüder. Außerdem Joseph Maria von Langenmantel kgl. bayerischer Kämmerer und Bau-Inspektor (* 1784).

Wappen der Langenmantel (1702)

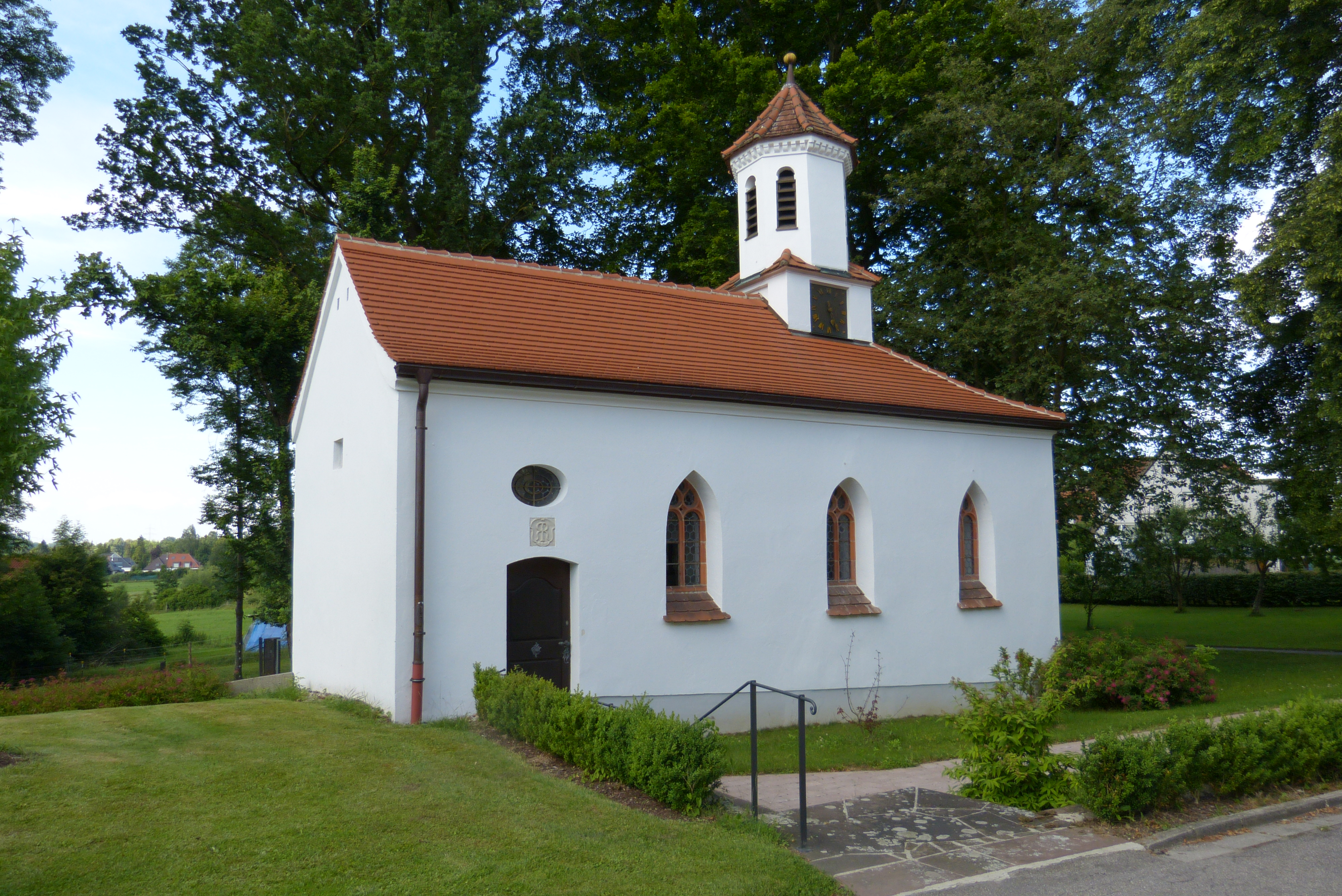
Kapelle St. Kosmas und Damian in Westheim, mit Langenmantel-Wappen über der Tür
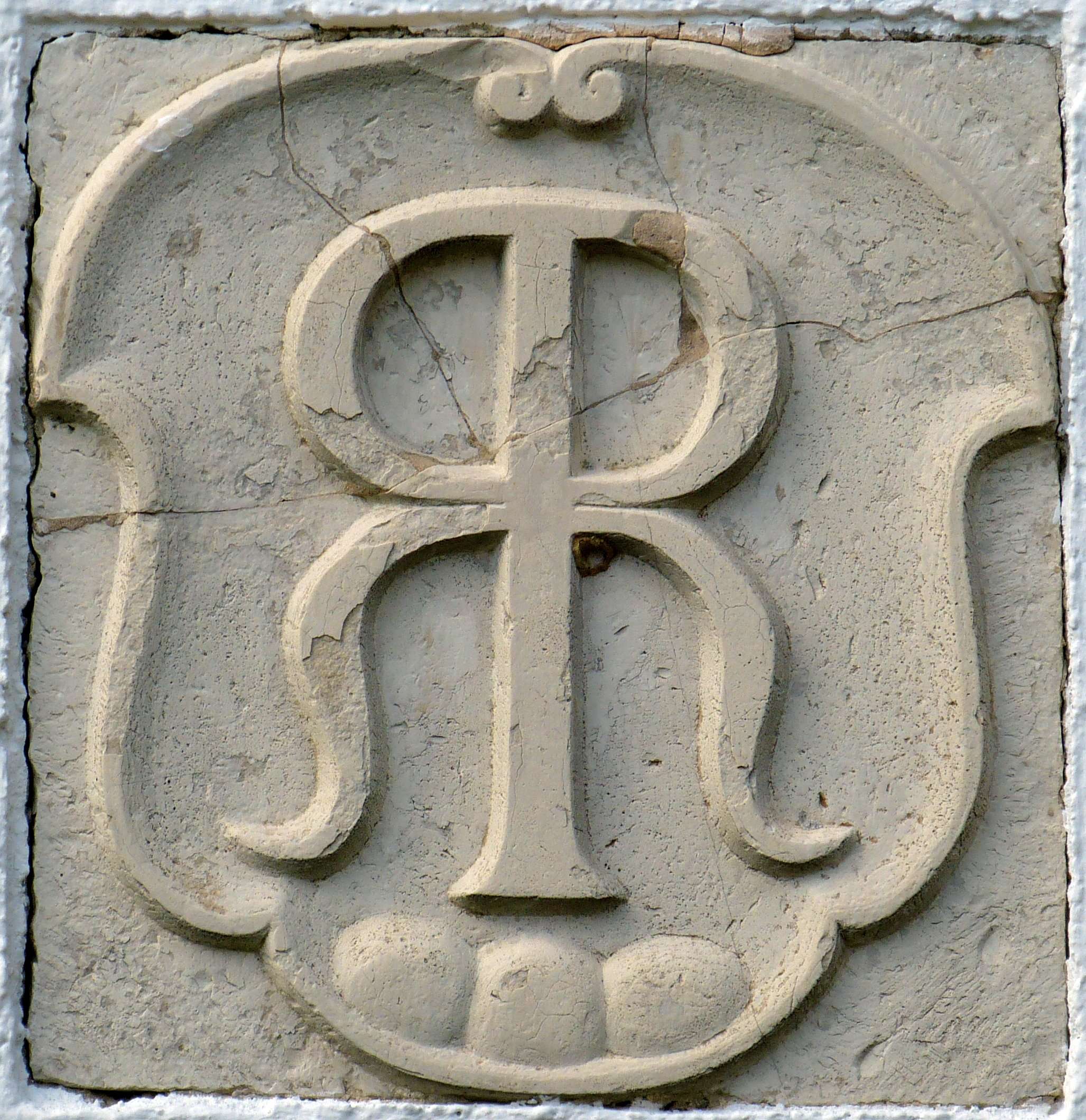
Tür-Wappenstein der Kapelle St. Kosmas und Damian in Westheim
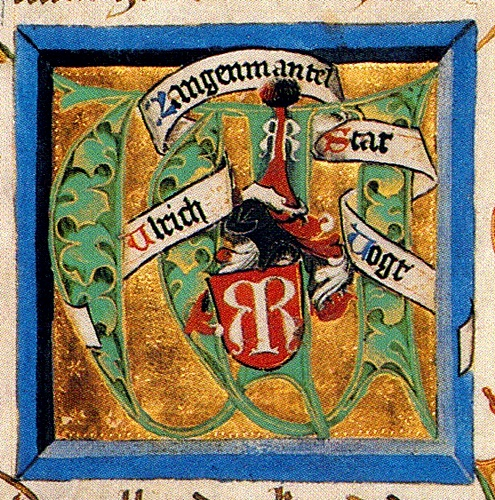
Initiale mit dem Wappen des Augsburger Stadtvogtes Ulrich Langenmantel vom RR. Augsburger Stadtbuch, 1447
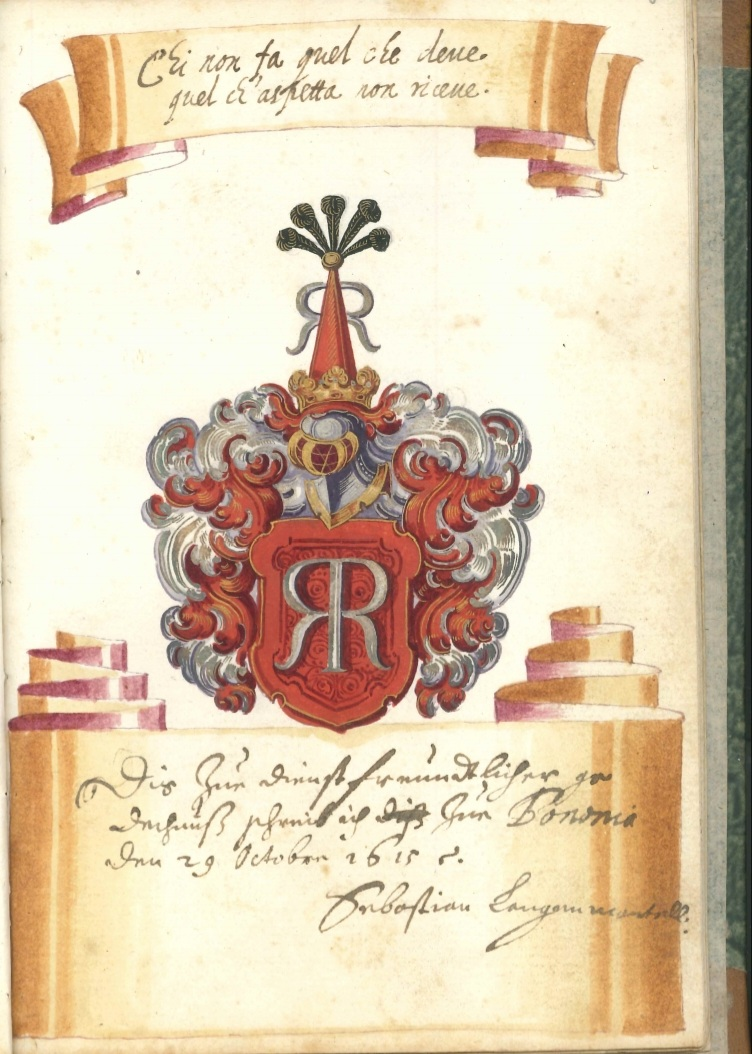
Eintrag ins Jahrbuch eines Kommilitonen von Sebastian von Langenmantel an der Universität von Bologna im Jahre 1615 (in Privatbesitz)
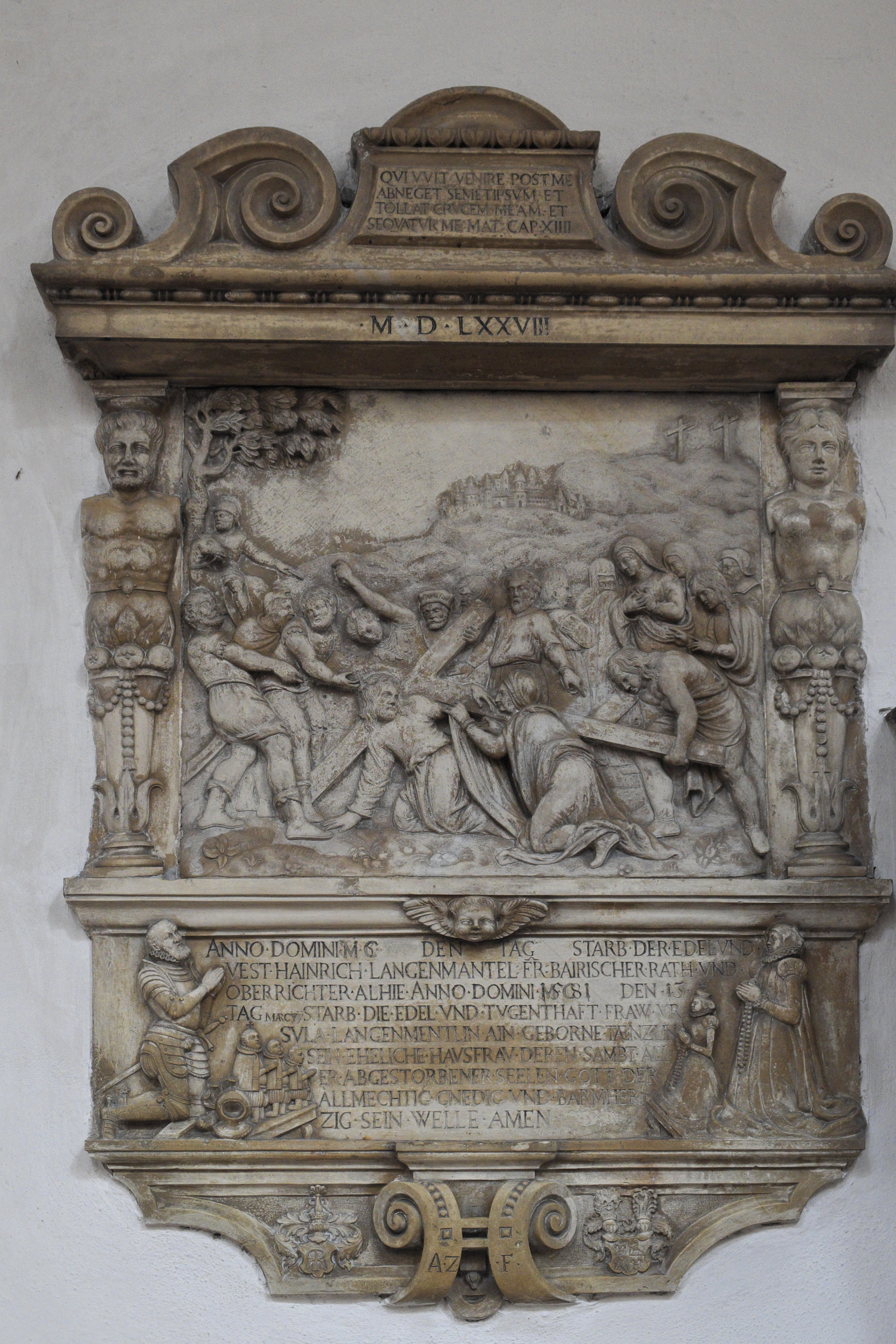
Epitaph Heinrich Langenmantel vom RR, Oberrichter († 1581), Franziskanerkirche Ingolstadt
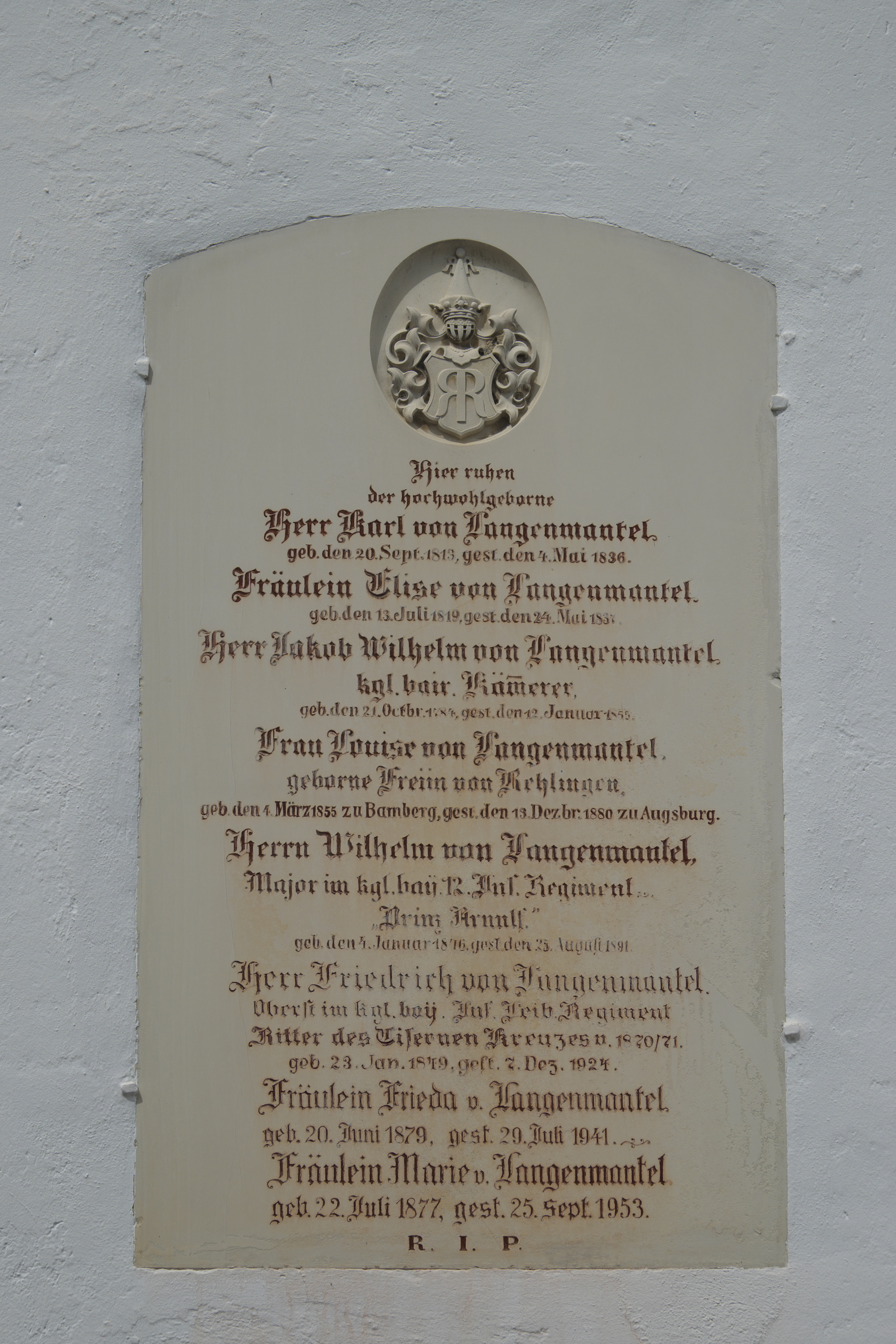
Langenmantel-Epitaph an der St.-Stephanus-Kirche Hainhofen
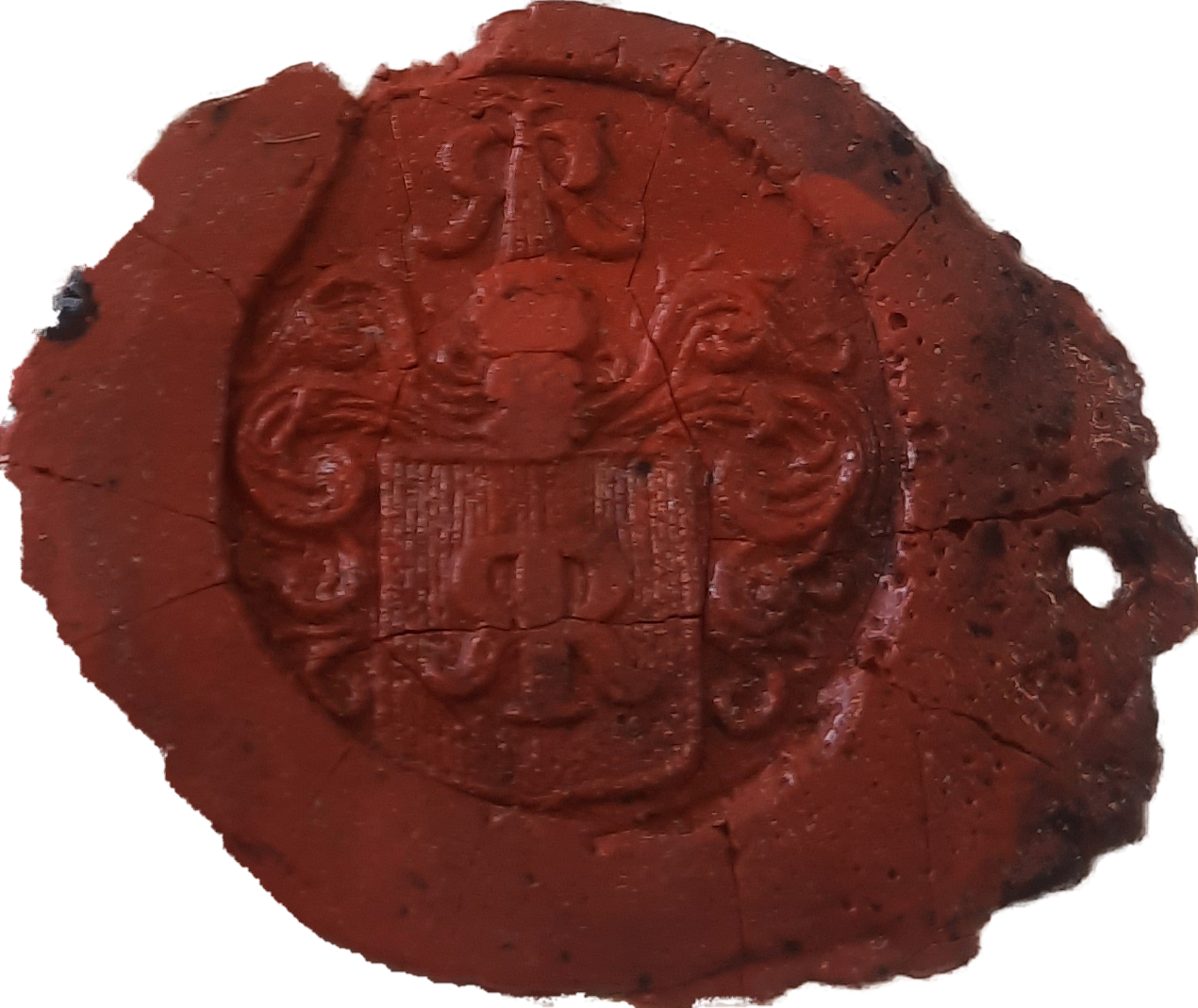
Familiensiegel aus dem Jahre 1749 (in Privatbesitz)

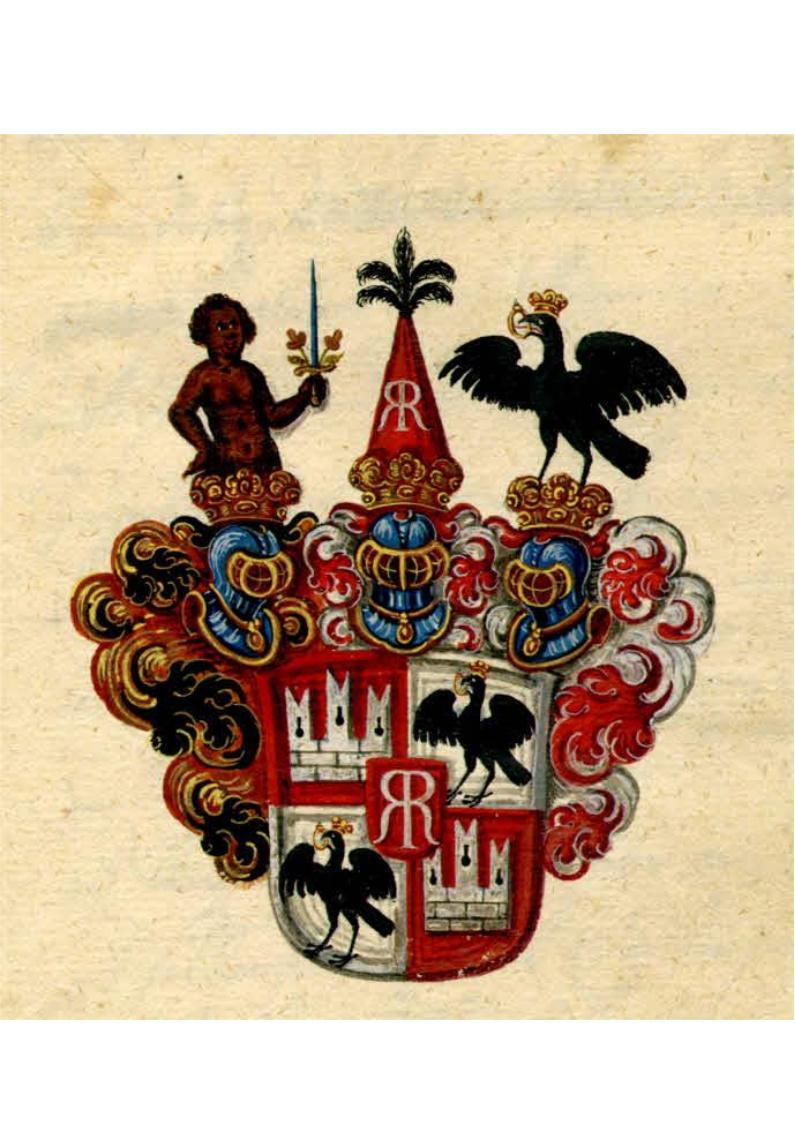
Wappen der Freiherren von Langenmantel (von Tramin, Gravenwerth, Costel und Thurn unter Reichenburg) von 1653

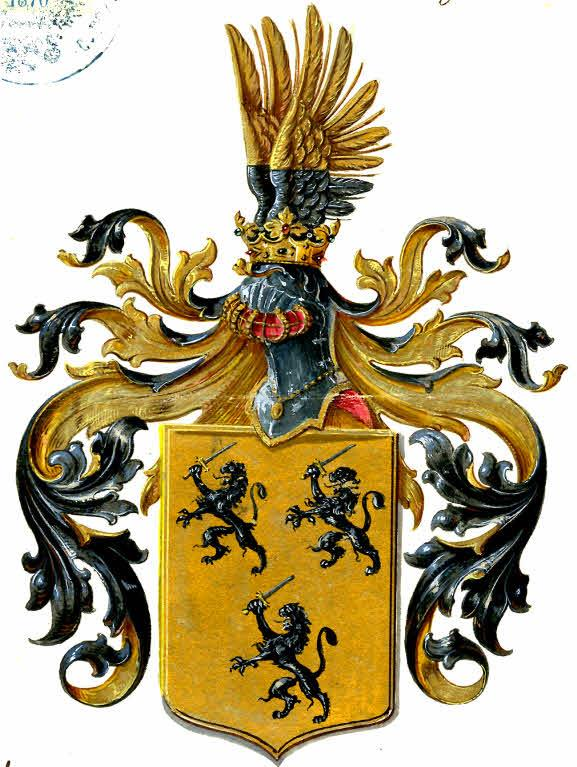
Edle von Göschl

## Österreichische Linien der Langenmantel vom RR

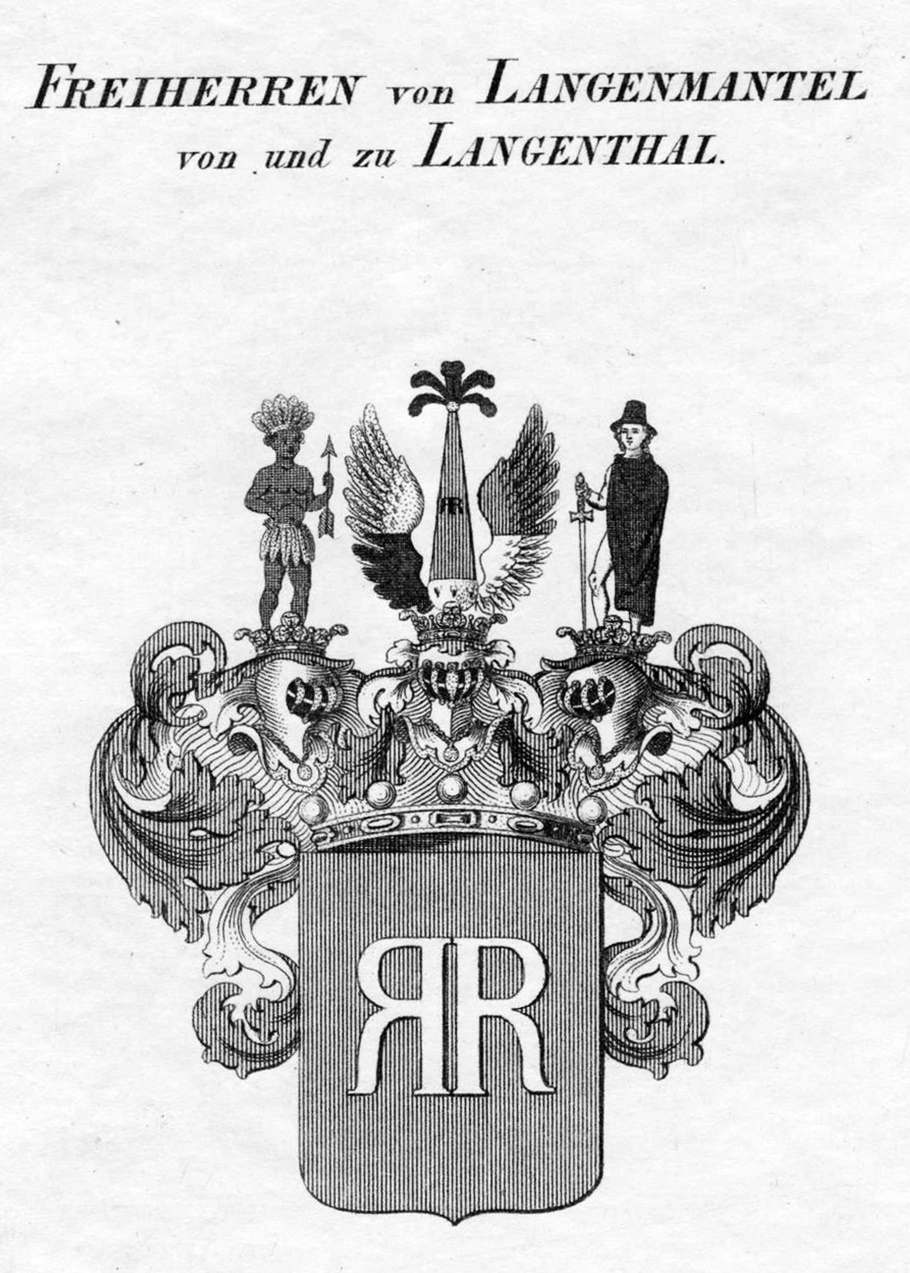
Wappen der Langenmantel von und zu Langenthal, aus der österreichisch-tirolischen Seitenlinie der Langenmantel vom RR von 1779

Die Langenmantel von und zu Langenthal sind eine Seitenlinie der österreichisch-tirolischen Linie der „Langenmantel vom RR“, mit gleichem Stammwappen, aber unterschiedlicher Helmzier.
Die Augsburger Georg und Lazarus Langenmantel vom RR wurden 1511 in die ständischen Adelsmatrikel von Tirol aufgenommen und erhielten von Kaiser Maximilian I. Wappen- und Adelsbesserung. Veit Ritter von Langenmantel, der Sohn von Lazarus kaufte 1560 das Rittergut Schloss Weiherburg bei Innsbruck und ließ dort den freskengeschmückten Langenmantel-Saal errichten. 1569 veräußerte er es an Anna Welser, die Mutter von Philippine Welser.
Georg erwarb 1410 die Herrschaft Tramin in Südtirol, (1419: Gorig Langmantel … gesessen zw Tramynn). Hier gehörten der Familie u. a. Ansitz Unterspaur und der Ansitz Langenmantel (Schneckenthalerstraße 6–12), der Fresken des 16. Jahrhunderts von Bartlmä Dill Riemenschneider mit ihrem Wappen aufweist. Im nahen Eppan ließen die Langenmantel den Ansitz Thalegg erbauen.
Im Jahre 1600 kaufte Wilhelm Langenmantel von Thurn und Reichenburg das Schloss Portendorf in der Nähe von Klagenfurt.
Mang (Magnus) begründete in Kärnten bzw. Krain eine eigene Linie, die sich teilweise als Langenmantel zu Rosenfeld (Burg Rosenfeld in der Nähe von Feldkirchen) bezeichnete.
Mit Franz Adam, Herr auf Rothenturm (heute Slovenj Gradec), wurde diese Linie 1653 in den erblichen Freiherrenstand erhoben und erlosch beinahe. Er adoptierte 1673, mangels Nachkommen, den Grafen Franz Joseph von Lamberg (1668–1746), welcher sich dann Franz Joseph Langenmantel, Graf von Lamberg nannte. Im Todesjahr des Franz Adam (1683) wurde Franz Anton (Posthumus) geboren, der wiederum Johann Baptist (9. Mai 1710 bis 7. März 1761) als Stammhalter hatte. Sein Sohn war Franz Germanikus (geboren am 17. Mai 1743). Seine Tochter, die Baronin Pittoni, geborene Freiin von Langenmantel übergab als letzte dieser Linie im Jahre 1833 das Freiherrendiplom.
Der vollständige Titel dieser Linie lautete „Herr vom doppelten R, Herr von Rotenturn, Freiherr von Tramin, Gravenwerth, Kostel und Thurn unter Reichenburg“. Das Wappen war geviertelt, im oberen linken und unteren rechten Viertel ein gekrönter Vogel mit einem goldenen Ring im Schnabel, im oberen rechten und unteren linken Viertel eine Burg mit drei Türmen. Mittig das Familienwappen. Drei gekrönte Helme mit Decken, der Spitzhut mit den Pfauenfedern, rechts ein Mohr mit Dolch und Eichenlaub, links der schwarze gekrönte Vogel mit dem goldenen Ring im Schnabel.
Aus dem Traminer Stamm erhielten die Brüder Kajetan Langenmantel vom RR (1731–1798) und Anton Langenmantel vom RR 1763 von Kaiserin Maria Theresia die Bestätigung des alten Reichsadels. 1766 wurde Anton der Titel „Edler von“ verliehen, Kajetan, als Postmeister von Kalsdorf bei Graz, die Würde eines Ritters vom goldenen Sporn, verbunden mit dem Prädikat „Langenmantel, Edler von und zu Langenthal“ und 1779, als Kreishauptmann in Cilli, die Erhebung in den erblichen Freiherrenstand. „Edler von und zu Langenthal“ bezog sich dabei auf die Herrschaft Langenthal im damaligen Possruck (heute Kozjak nad Pesnico im slowenischen Kungota). Diesen Besitz hatte Kajetan Langenmantel vom RR 1764 gekauft und das dortige Schloss erbaut.
Anton wurde 1777 in den erblichen Ritterstand mit dem Prädikat "Edler von" erhoben.
Ein Nachkomme der Freiherren von Langenmantel zu Langenthal verzog nach Hamburg, nannte sich dort „von Langenmantel zu Rosenberg“. Diese Linie ging in der Faḿilie Devers auf.
Die Herren von Schloss Algersdorf stammten ebenfalls aus der Traminer Linie, abstammend von Anton.
Kajetans Bruder, Anton von Langenmantel, war Anwalt und Verwalter der Fürsten und Grafen von Paar in Hartberg in der Steiermark. Seine Nachfahren etablierten sich im Grazer Patriziat und städtischen Adel (Gentry). Antons Sohn Alois war Sollicitator in Graz, dessen Sohn Joachim Unternehmer. Franz de Paula von Langenmantel war Verwalter in Kindberg, dessen Sohn Franz von Langenmantel war k. u. k. Ober-Post-Official in Graz und wurde 1914 als"„Ritter von Langenmantel“ bestätigt. Seine Cousine war die geborene Freiin Susanne von Langenmantel. Gernot Georg von Langenmantel firmierte ebenfalls unter "Ritter von Langenmantel" und wurde am 31. März 1921 beim ersten Restaurationsversuch in Ungarn von Karl I. durch Ah. Entschließung zum Freiherren erhoben. Das Stammwappen wurde beibehalten.
Franz trat 1899 im Zuge der „Los-von-Rom“ Bewegung aus der katholischen Kirche aus und der altkatholischen Kirche bei. Der Taufpate seines Sohnes Gernot Georg war Georg Ritter von Schönerer.
Gernot Georg war in Graz Besitzer einer Buchhandlung. Seine Tochter Lisbeth (Edle von Langenmantel) studierte Architektur und arbeitete als freiberufliche Architektin in Graz. Diese war in 2. Ehe mit Hermann Göschl verheiratet, dem Sohn von Oberstleutnant iR Julius Robert Göschl, welcher ein Nachkomme von Franz Edler von Göschl, Oberst der k.u.k. Armee, und der Familie von Holdenried war. Franz Edler von Göschl war verheiratet mit Helene Eugenie Louise Freiin von Bludowsky, deren Mutter Jeanne Frederique Diane Stephanie Eugenie Pauline Constance Freiin von Bigot de Villandry gewesen ist.
Ihr Sohn Philipp (Fallent Freiherr von Langenmantel) heiratete die jüngere Tochter von Gerhard Fallent und zog nach Kumberg bei Graz, wo er als selbständiger Physiotherapeut tätig ist. Antrag zur Nichtbeanstandung für die Begründung einer neuen Linie und Weiterführung von Namen und Titel wird derzeit vom Deutschen Adelsrechtsausschuss geprüft.
Die Latifundien in der Krain und der Untersteiermark sind nach Ende der Monarchie verloren gegangen (Grailach, Rotenturn, Thurm unter Reichenburg, Kostel, Langenthal).

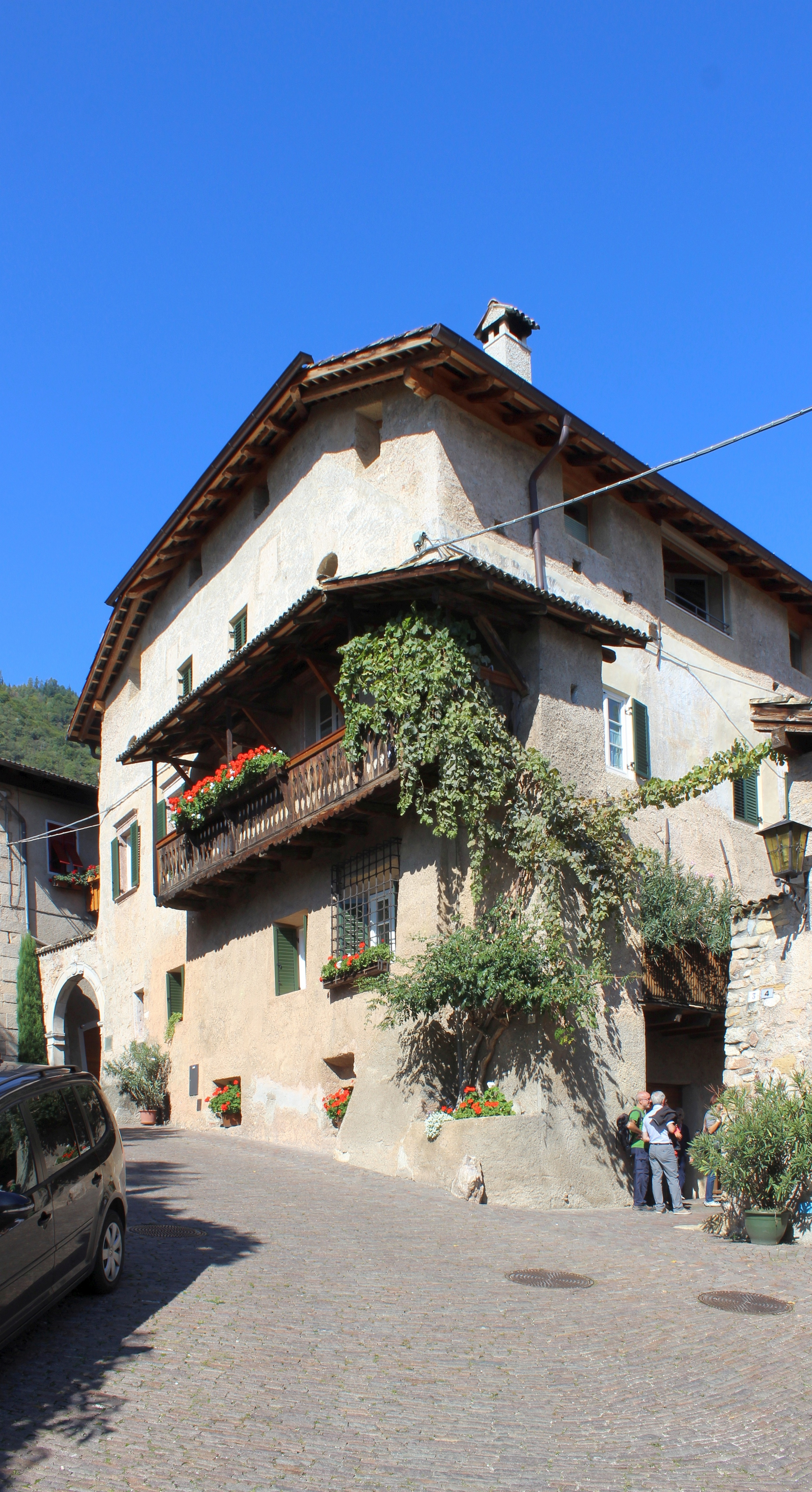
Ansitz Langenmantel in Tramin
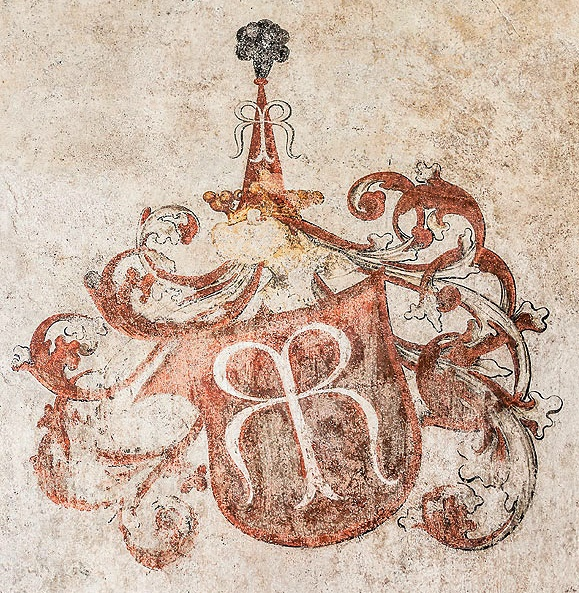
Ansitz Langenmantel in Tramin, Fresko-Wappen der Langenmantel vom RR, 16. Jahrhundert
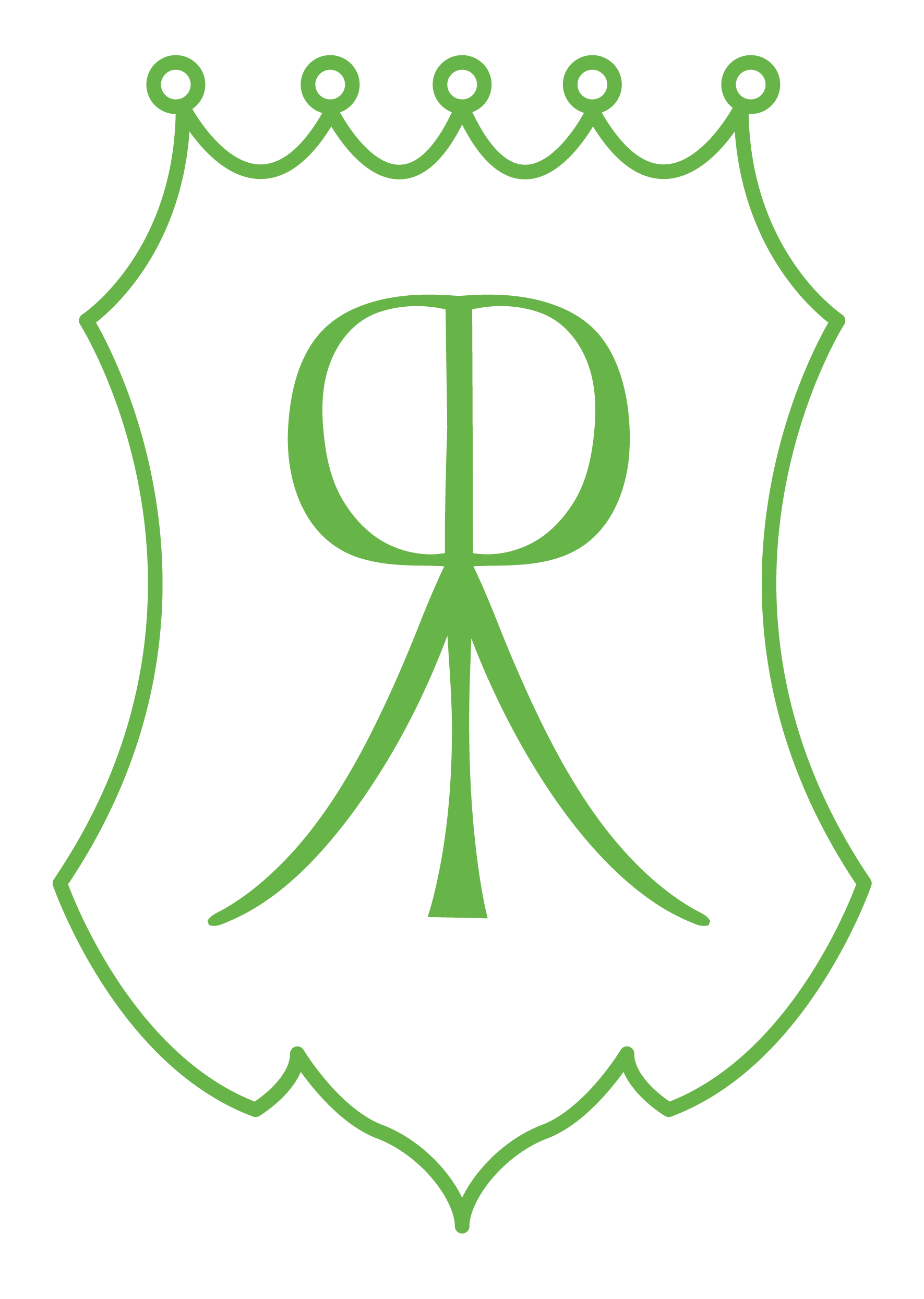
Fallent-Langenmantel Wappen
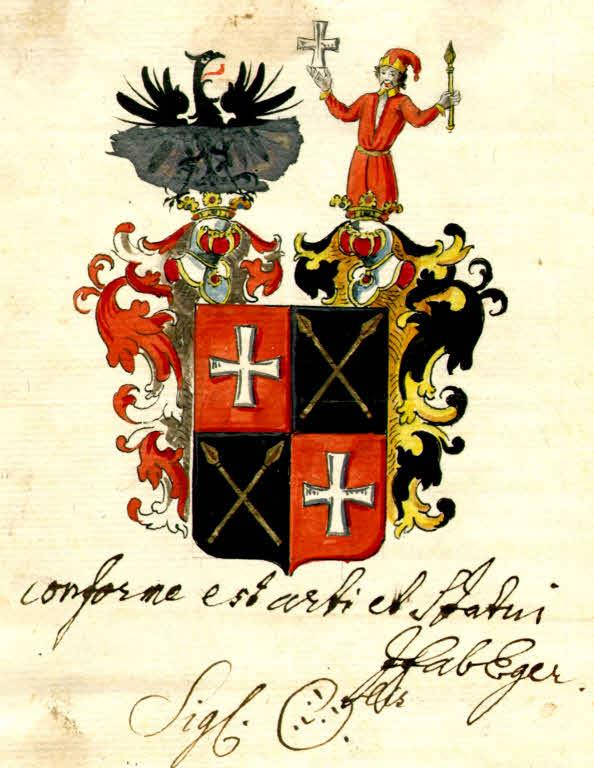
Wappen von Holdenried

## Diverses
- In der Augsburger Kirche St. Moritz befindet sich die Langenmantelkapelle, eine Stiftung der Familie zur Marienverehrung und als Grablege.[34]
- Das schwäbische Dorf Westheim, einstmals Besitz der Langenmantel zum doppelten R, trägt heute noch deren Wappenzeichen im Gemeindewappen, ebenso wie die Stadt Neusäß, zu der Westheim seit 1972 politisch gehört.
- Bei dem von den Langenmantel neu erbauten Schloss Westheim (heute Notburga-Seniorenheim Westheim) ließ Karl Langenmantel von Westheim, im Jahre 1587, als Dank für seine Genesung, die noch bestehende Kapelle St. Kosmas und Damianus erbauen. Unter seinem Nachfahren Jakob Wilhelm Benedikt von Langenmantel wurde sie 1777 renoviert und erweitert.[35][36] Im Erbauungsjahr der Kapelle stiftete Karl Langenmantel auch einen den beiden Heiligen geweihten Bildstock und schenkte ihn den Einwohnern. Er trägt ebenfalls das Langenmantel-Wappen.
- Karl Langenmantel von Westheim ließ um 1600 auf dem Kobelberg bei Westheim die Wallfahrtskapelle St. Maria von Loreto errichten, spätere Familienmitglieder pflegten und erweiterten sie. Es ist vermutlich die älteste noch bestehende Loretowallfahrt in Süddeutschland.[37]

## Bekannte Familienangehörige
- Johann Langenmantel I. vom Sparren (1275–1337), Ritter, Stadtpfleger in Augsburg
- Johann Langenmantel vom Sparren (1322–1380), Ritter, Stadtpfleger in Augsburg
- Johann Langenmantel zu Radau (* ca. 1347–1420), Bürgermeister in Augsburg
- Leonhard Langenmantel vom Sparren (1390–1470), Bürgermeister in Augsburg
- Wolfgang von Langenmantel vom doppelten R, 1394 Ritter des Heiligen Grabes, in Bethlehem begraben
- Ulrich Langenmantel vom Sparren († nach 1473), 1437–1473 Stiftspropst zu Völkermarkt in Kärnten und Begründer der ersten Augsburger Studienstiftung
- Johann IX. Langenmantel vom Sparren (ca. 1440–1505), Bürgermeister von Augsburg, Ritter, Bundeshauptmann des Schwäbischen Bundes
- Christoph Langenmantel vom Sparren (ca. 1480–1538), Karmeliter, Domherr, Fluchthelfer Martin Luthers aus Augsburg
- Eitelhans Langenmantel (1480–1528), Märtyrer der Täuferbewegung
- Ulrich Langenmantel vom Sparren († 1570), Jurist, Geheimrat und Hofmeister des minderjährigen Markgrafen Philibert von Baden.
- Hieronymus Ambrosius Langenmantel von Westheim (1641–1718), katholischer Priester und Naturwissenschaftler
- Franz Adam Freiherr von Langenmantel (1629 bis 1683), Herr vom doppelten R, Freiherr von Tramin, Gravenwerth, Costel und Thurn unter Reichenburg, Mitglied der Landesstände der Krain
- Franz Anton Posthumus Freiherr von Langenmantel, 1683 auf Burg Grailach geboren
- Jakob Wilhelm Benedikt Langenmantel von Westheim (1720–1790), Augsburger Patrizier und Stadtpfleger (Bürgermeister)
- Ludwig von Langenmantel (1854–1922), Kunstmaler
- Otto von Langenmantel (1816–1875), Bauingenieur, Baumeister der Befreiungshalle bei Kelheim
- Erna von Langenmantel-Reitzenstein (1890–1968), Bildhauerin und Silhouettenschneiderin
- Lazarus von Langenmantel, 1511 in die tiroler Adelsmatriken aufgenommen. Verheiratet mit Appolonia d'Angelici, Erbauer des Ansitz Thalegg in Eppan.
- Veit von Langenmantel, Herr der Weiherburg bei Innsbruck. verheiratet mit Elisabeth Vintler von Plätsch.
- Anton Edler von Langenmantel vom doppelten R, 1725 in Wien – 8. Juni 1792 in Hartberg, Anwalt und Verwalter derer von Paar
- Cajetan Carl Joseph Freiherr von Langenmantel zu Langenthal, 21. Oktober 1731 – 21. Mai 1798, Kreishauptmann und erblicher Postmeister
- Franz de Paula Edler von Langenmantel, * 2. April 1824 Hartberg † 3. Oktober 1911 Kindberg, Grundbesitzer und Verwalter.
- Gernot Georg Ritter von Langenmantel 8. Juli 1906 – 10. Juni 1976, Buchhändler in Graz
- Gunter von Langenmantel, † 1997, Architekt
- Lisbeth Göschl, 17. Juli 1943 – 24. Juni 2015, geborene Edle von Langenmantel, Architektin
- Philipp Fallent von Langenmantel, * 24. Dezember 1975, Selbständiger